# 博西特
博西特（法語：Beausite，法語發音：[bozit]）是法国默兹省的一个市镇，位于该省中西部，属于巴勒迪克区。

## 地理
博西特（48°58'5"N, 5°11'32"E）面积25.41 平方千米，位于法国大東部大區默兹省，该省份为法国西北部内陆省份，北与比利时接壤，西接马恩省和阿登省，南至上马恩省和孚日省，东临默尔特-摩泽尔省。
与博西特接壤的市镇（或旧市镇、城区）包括：艾尔河畔库尔塞勒、埃普、莱特鲁瓦多迈讷、尼贝库尔、阿戈讷地区普雷、朗贝库尔-索迈讷、巴鲁瓦地区圣安德烈。

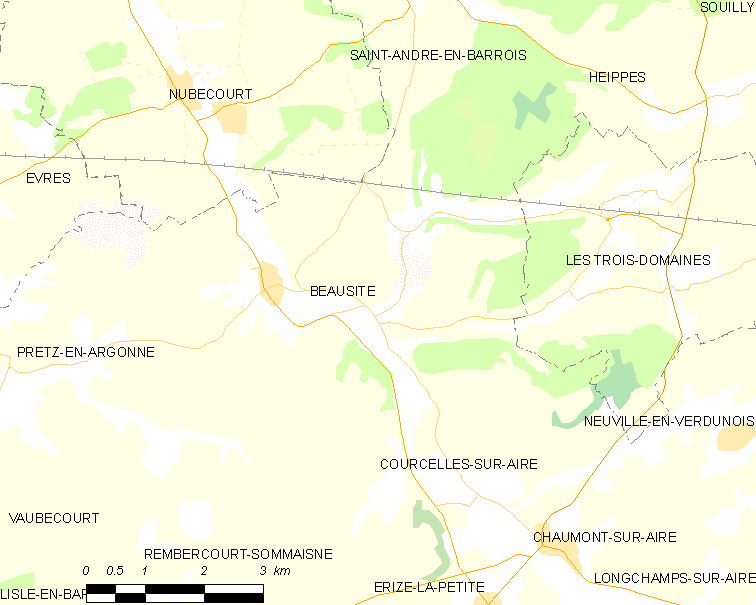
博西特的OSM定位图

博西特的时区为UTC+01:00、UTC+02:00（夏令时）。

## 行政
博西特的邮政编码为55250，INSEE市镇编码为55040。

## 政治
博西特所属的省级选区为默兹河畔迪约县。

## 人口

1962-2008年间博西特人口变化图示

博西特于2022年1月1日时的人口数量为256人。